# Троакар
Троака́р (фр. trocart; происходит от словосочетания trois — «три» и carre — «ребро», «грань», которое впоследствии стало писаться trois-quart под влиянием омофонии между словами carre и quart во французском языке) — хирургический инструмент, предназначенный для проникновения в полости человеческого организма через покровные ткани с сохранением их герметичности в ходе манипуляций. Классический троакар представляет собой полую трубку, в которую вставляются специальные стилеты, снабженные рукояткой.

## Исторические сведения
Патенты на изобретённые троакары стали появляться в начале XIX века, хотя, возможно, похожие инструменты использовались за тысячу лет до этого. Первоначально троакары использовались для уменьшения сдавления тканей жидкостью при отеках, водянках. В середине XIX века было предложено создавать троакары с полыми трубками по аналогии с канюлями, изобретёнными Реджинальдом Саути.

## Строение троакара
- Стилет — острая часть троакара, служит для прокола кожи и мягких тканей с целью проникновения в брюшную или грудную полость, полость суставов, и др. В некоторых руководствах стилет троакара называют мандреном, видимо, по аналогии с похожим приспособлением в игле Бира.
- Тубус (трубка, гильза, канюля) — полая трубка, в которую вставляют стилет перед проколом. В последующем она остается в толще тканей, соединяя полость тела с окружающим пространством, то есть формируется своеобразный рабочий канал, через который вводят инструменты или извлекают удаленные органы и ткани.
- Клапанный механизм — устройство для предотвращения утечки газа наружу в момент извлечения инструментов из тубуса. Первые троакары не имели клапанной системы и предназначались преимущественно для эвакуации жидкости (экссудата, транссудата и др.) и дренирования полостей.
- Краник газоподачи — приспособление для инсуффляции (нагнетания) и десуффляции (изгнания) воздуха в/из брюшной полости.
- Фиксатор — металлический предмет с винтовой резьбой, прикрепляемый к тубусу снаружи для лучшей фиксации последнего в толще стенки.

## Классификация

### По диаметру
- 2—3 мм — применяется в педиатрии для лапароскопии или торакоскопии;
- 5 мм — применяется для введения дополнительных инструментов соответствующего размера;
- 10—12 мм — классические троакары для введения эндоскопа, клипатора и извлечения органа, биоптата в конце процедуры;
- 15 мм, 18 мм, 20 мм — применяются для доставки в полость сшивающих аппаратов и других устройств, необходимых в эндохирургии (например, морцеллятора).

### По устройству клапана
- Плунжерный троакар имеет клапан, который представляет собой цилиндр, расположенный перпендикулярно к тубусу. В цилиндре находится подвижный подпружиненный плунжер, при нажатии на который появляется отверстие, открывающее рабочий канал. Работая с таким троакаром, хирург вынужден задействовать обе руки: одной рукой держать эндоскоп, а другой — нажимать на кнопку[5].
- Магнитно-клапанный троакар — троакар, клапан которого представлен постоянным магнитом и стальным шариком, закрывающим рабочий канал. Данный троакар более надёжен в плане герметичности, поскольку здесь нет пружин и прокладок, но следует учитывать, что при использовании таких троакаров часто повреждается линза в оптических приборах, поскольку при извлечении последних из тубуса стальной шарик, закрывая рабочий канал, успевает ударить точно в центр линзы. Также отмечают феномен намагничивания окружающих металлических предметов.
- Троакар с форточным клапаном — более распространённая модель. Клапан представляет собой «форточку», снабжённую мягкой пружиной. Форточки такого клапана отодвигаются в стороны при погружении инструмента в рабочий канал и смыкаются при его извлечении.
- Троакар со створчатым клапаном — более совершенная модель, поскольку клапан не оказывает никакого влияния на вводимый инструмент и обеспечивает полную герметичность полости. Клапан представляет собой две эластичные створки, соприкасающиеся между собой наподобие створок митрального клапана сердца.

### По строению стилета
- Конический стилет — стилет, лишённый режущих граней, создавался с целью уменьшения травматичности манипуляций. Однако оказалось, что такой троакар только рвёт ткани или раздвигает их, создавая сдавление и ишемию в месте проникновения.
- Пирамидальный стилет снабжен тремя (трёхгранный) или четырьмя (четырёхгранный) гранями с режущими краями.

## Сфера применения
Троакары нашли относительно широкое применение в клинической практике. Например, троакары используют при лапароскопических абдоминальных операциях, дренировании плевральной полости по Бюлау, пункции мочевого пузыря и удалении мочи, когда катетеризация его невозможна.